# Paolo Sarpi

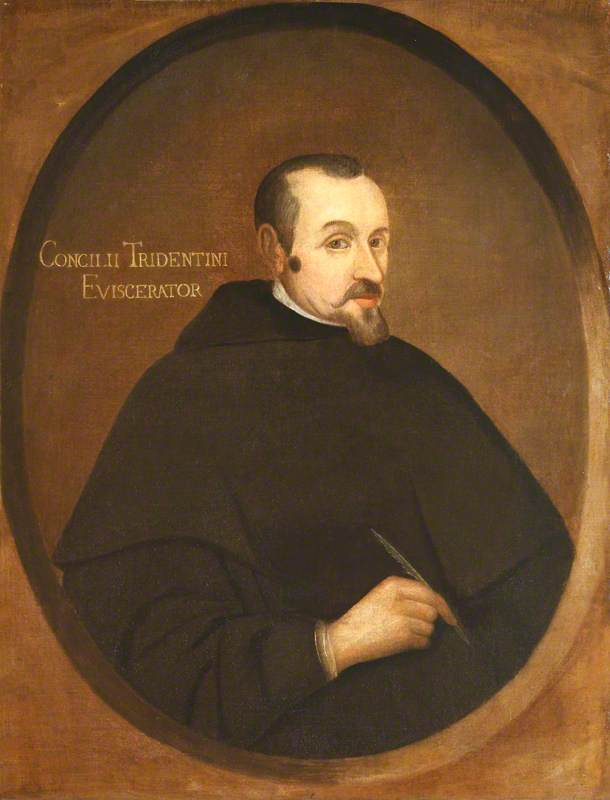
Anonymus: zwischen 1600 und 1675 entstandenes Porträt, National Trust

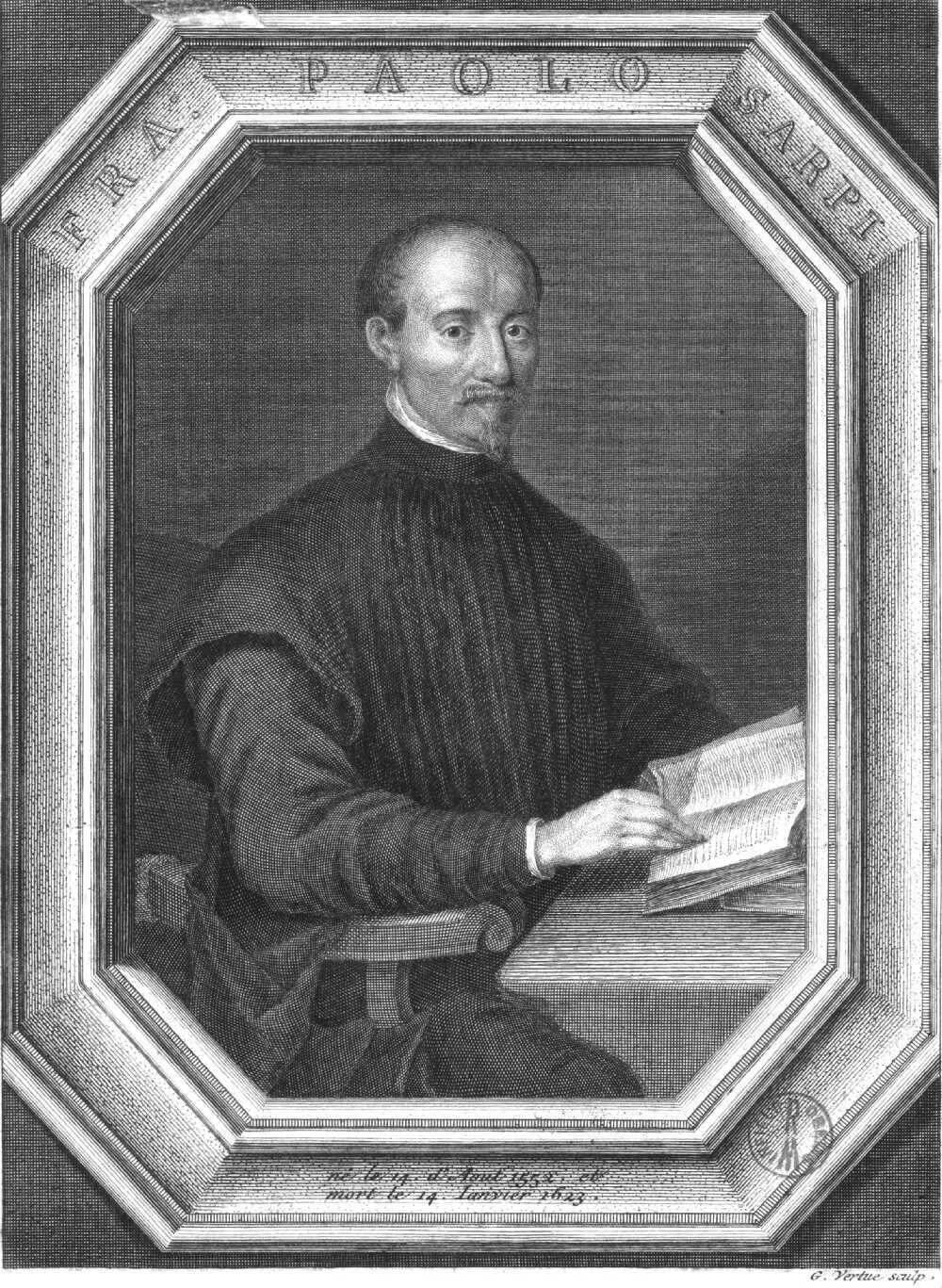
George Vertue (1684–1756): Paolo Sarpi, Stich

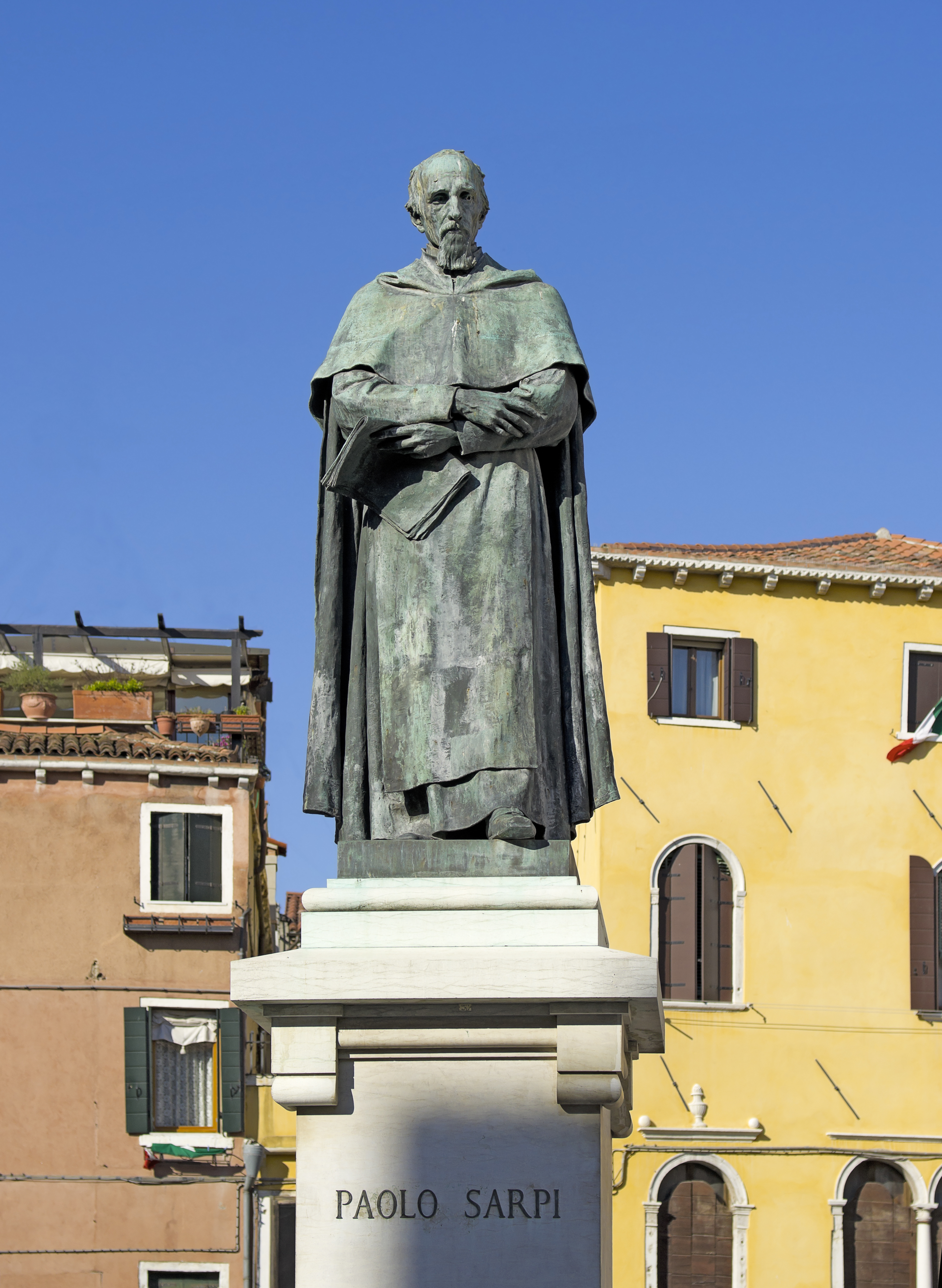
Denkmal für Paolo Sarpi auf dem Campo Santa Fosca im venezianischen Sestiere Cannaregio

Paolo Sarpi OSM, geboren als Pietro Sarpi (* 14. August 1552 in Venedig; † 15. Januar 1623 ebenda) war ein italienischer Ordensmann und Historiker.

## Leben

### Ordensmann und Gelehrter
Pietro Sarpi, genannt „Pierino“, wurde als Sohn eines Kaufmanns geboren. Im Alter von 14 Jahren trat er in den Orden der Serviten ein und nahm den Ordensnamen Paolo an. 1570 ernannte Herzog Guglielmo Gonzaga von Mantua den erst 18-Jährigen, der durch seine Begabung schon Aufsehen erregt hatte, zum Hoftheologen und zum Theologen der Stadt Mantua. Sarpi nutzte sein Amt für das Studium zahlreicher Fächer, von der Mathematik bis zu den orientalischen Sprachen.
1573 wurde Sarpi erstmals der Häresie angeklagt. Er habe behauptet, so die Anzeige eines Mitbruders, dass die Trinität nicht aus der Schöpfungserzählung abgeleitet werden könne. Sarpi verwies darauf, dass der Mitbruder außerstande sei, Hebräisch zu lesen, und insofern als Gewährsmann ungeeignet. Damit hatte der Fall sein Bewenden. In Padua wurde er zum Doctor theologiae promoviert und, nur 23 Jahre alt, 1575 zum Lesemeister ernannt.
1579 wurde er Provinzial der venezianischen Provinz. 1585 wurde ihm das Amt des Generalprokurators anvertraut, das zweithöchste seines Ordens. So kam er nach Rom und schloss Freundschaft mit dem Jesuiten Roberto Bellarmino, der ihm die Einsicht in päpstliche Dokumente zum Konzil von Trient ermöglichte. 1589 kehrt er nach Venedig zurück. Als Galileo Galilei 1592 auf den Lehrstuhl für Mathematik im benachbarten Padua berufen worden war, schloss er mit ihm eine lebenslange Freundschaft. Misstrauen erregte er bei manchen Klerikern, weil er sich nicht scheute, mit Gelehrten zu korrespondieren, die als Protestanten bekannt waren. So unterhielt er Kontakt zu Giovanni Diodati, der ihm Hunderte Exemplare von seinen Bibelübersetzungen aus Genf übersandte.

### Der Streit zwischen der Republik Venedig und dem Papst
1605 kam es zum offenen Streit zwischen der Republik Venedig und Papst Paul V., nachdem der Senat von Venedig mehrere Gesetze erlassen hatte, mit denen kirchliche Einrichtungen einer staatlichen Aufsicht unterstellt und die Privilegien des Klerus eingeschränkt wurden. Sarpi legte in einer Denkschrift dar, dass der Papst in diesem Streit nicht berechtigt sei, mit einem Kirchenbann und einem Interdikt zu drohen, und dass Venedig dagegen an ein allgemeines Konzil appellieren könne. Um die venezianische Rechtsauffassung auch theologisch vertreten zu können, setzte der Senat daraufhin 1606 Sarpi als Theologen und Kanonisten der Republik Venedig ein. Wie angekündigt, verhängte Papst Paul V. 1607 den Kirchenbann über den Senat und das Interdikt über die gesamte Republik Venedig. In mehreren Schriften verteidigte Sarpi die Freiheit der weltlichen Regierungen gegen die päpstliche Gewalt so entschieden und mutig, dass er vom Papst in den Bann gesetzt wurde. Er warb dafür, die weltliche und die geistliche Gewalt zu trennen, und erklärte, ein Christ sei der geistlichen Gewalt erst dann Gehorsam schuldig, wenn er deren Anordnungen selbst geprüft habe. Drei Anschläge auf sein Leben scheiterten, den zweiten überlebte er schwer verletzt. Die Auftraggeber der Attentate waren der Papst und dessen Neffe, Scipione Caffarelli Borghese. Die Mordversuche bewogen Sarpi schließlich, sich in ein Kloster in Venedig zurückzuziehen; dort blieb er bis zu seinem Tode.

### DieIstoria del concilio Tridentino
Um ihren Standpunkt in der Auseinandersetzung mit dem Papst auch durch Dokumente untermauern zu können und als Dank für die der Republik Venedig geleisteten Dienste erhielt Sarpi Zugang zu den venezianischen Archiven. Deren Bestände nutzte er für sein Hauptwerk: die Istoria del concilio Tridentino. Um die kirchliche Zensur zu umgehen, erschien das Buch 1619 unter dem Pseudonym Pietro Soave Polano in London. Sarpi sah voraus bzw. befürchtete, dass das Konzil langfristig zu einem Machtzuwachs des Papstes und der Kurie, wenn nicht gar zu einem „ekklesialen Absolutismus“ führen würde. Er versuchte nachzuweisen, dass die Wiedervereinigung der Protestanten mit der katholischen Kirche beim Konzil von Trient durch die Intrigen der Kurie verhindert worden sei. John Milton feierte Sarpi in seinen Aeropagitica als den „great unmasker“ (Demaskierer) des Trienter Konzils.
Sarpis Istoria del concilio Tridentino wurde zur ersten „Meistererzählung“ zum Konzil von Trient, teils wegen ihrer unter den zeitgenössischen Gelehrten populären antirömischen Ausrichtung, teils wegen der – für damalige Verhältnisse – vorbildliche Auswertung der Quellen. Schon im Jahr darauf wurde das Buch ins Deutsche übersetzt und 1621 von Giovanni Diodati ins Französische. 1738 erschien eine von Pierre François Le Courayer überarbeitete Ausgabe. 
Historisch wertvoll sind außerdem seine Briefe. Bekannt ist der Briefwechsel mit Francesco Castrino, der sich am französischen Königshof aufhielt.

## Schriften in deutscher Übersetzung (Auswahl)

### Übersetzungen (und Bearbeitungen) derGeschichte des Konzils von Trientins Deutsche
- Außführliche Histori und Beschreibung deß Concilij zu Trient. Darinn alle Räncke un[d] Practicken entdeckt werden, mit welchen der Bapst und der Römische Hoff den Keyser und die Stände des Reichs wegen deß begerten Concilij eine lange Zeit geäffet. Gottfridt Tampach, Frankfurt am Main 1620.
- Kurtzgefasste Historie des Tridentinischen Concilii. Mit einigen Erleuterungen und dem Kern der Anmerckungen des P. Le Covrayer. Bearbeitet von Christian Hecht. Frankfurt am Main und Leipzig 1742.
- Historie des Tridentinischen Concilii mit des D. Courayer Anmerkungen. Gebauer und Stettin, Halle 1761–1765.
- Paul Sarpi’s Geschichte des Konziliums von Trident, 7 Bände. Verlag der neuen Buch- und Kunsthandlung, Mergentheim 1839–1841 (zweite Aufl. im Verlag Herbig).

### Weitere Schriften in deutscher Übersetzung (Auswahl)
- Protestationsschrift wider Pabst Pauli V Interdict und Censur. o. O. 1607.
- Vierzig Betrachtungen von dem bitteren Leiden und Sterben Jesu Christi. Augsburg 1607.

## Literatur

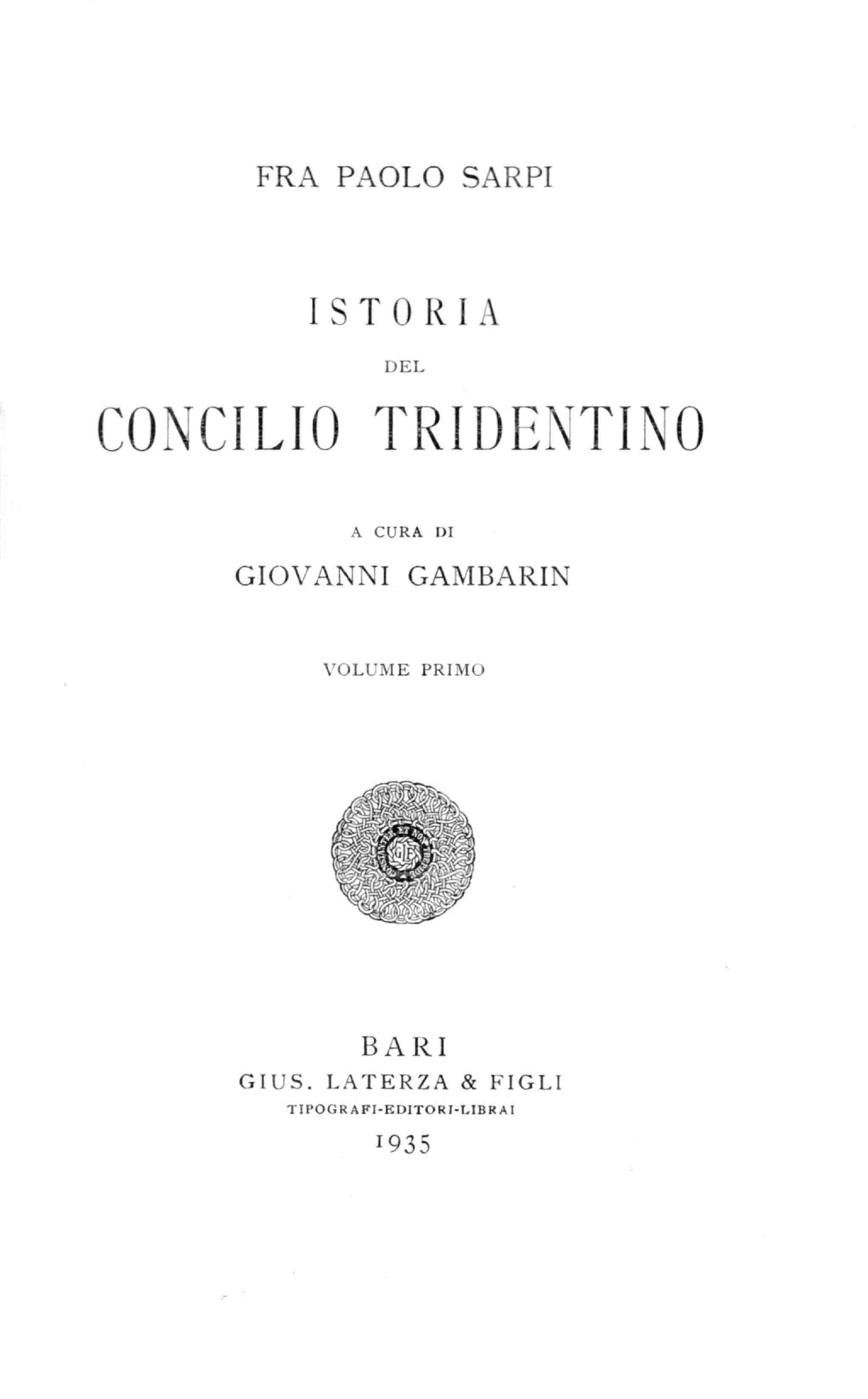
Istoria del Concilio tridentino, 1935